# Mills Watson
Mills Watson (* 10. Juli 1940 als William Oscar Watson in Oakland, Kalifornien) ist ein US-amerikanischer Schauspieler.

## Leben
Watson begann seine Schauspielkarriere 1963 mit einer kleinen Rolle in der Westernserie Temple Houston. Bis zu seinem nächsten Fernsehauftritt sollte es bis 1968 dauern, nun jedoch erhielt er regelmäßig Gastauftritte in verschiedenen Serien, die zumeist dem Westerngenre zuzuordnen waren wie High Chaparral, Rauchende Colts und Bonanza. Sein Spielfilmdebüt hatte Watson 1970 an der Seite von Jim Brown und George Kennedy im Actiondrama …tick… tick… tick…. 1973 spielte er einen der Gefängniswächter in Papillon mit Steve McQueen und Dustin Hoffman in den Hauptrollen. Weitere Filmrollen hatte er in Der Mitternachtsman neben Burt Lancaster, in Der Goldschatz von Matecumbe neben Peter Ustinov sowie in der Stephen-King-Verfilmung Cujo.
Zwischen 1978 und 1981 spielte er zunächst in der Serie B.J. und der Bär und später im Spin-off Sheriff Lobo die Rolle des Deputy Perkins.
Bekannt wurde Watson jedoch vor allem durch seine Darstellung des vertrottelten Drogenfahnders Harry in der Cheech-und-Chong-Komödie Viel Rauch um nichts. Seinen letzten Fernsehauftritt hatte Watson 1988 im Fernsehfilm Faustrecht des Westens, der auf der Serie Rauchende Colts basierte.

## Filmografie (Auswahl)
Fernsehen
- 1968, 1970: High Chaparral (The High Chaparral, 2 Folgen)
- 1968: Kobra, übernehmen Sie (Mission: Impossible)
- 1968–1974: Rauchende Colts (Gunsmoke, 13 Folgen)
- 1969, 1971: Bonanza (2 Folgen)
- 1969: Die Leute von der Shiloh Ranch (The Virginian, 2 Folgen)
- 1970: Hawaii Fünf-Null (Hawaii Five-O)
- 1970: Lancer
- 1971–1972: Alias Smith und Jones (Alias Smith and Jones, 4 Folgen)
- 1973: Der Chef (Ironside)
- 1974: Detektiv Rockford – Anruf genügt (The Rockford Files)
- 1974: Die Waltons
- 1975: Ein Sheriff in New York (McCloud)
- 1975: Harry O
- 1976, 1977: Barnaby Jones (2 Folgen)
- 1977: Die Straßen von San Francisco (The Streets of San Francisco)
- 1978: CHiPs
- 1983: Das A-Team (The A-Team)
- 1983: Simon & Simon
- 1984: Ein Colt für alle Fälle (The Fall Guy)
- 1985: Hunter (Fernsehserie, Folge 2x09: Der Fenstersturz)
- 1985: Airwolf
- 1985: T. J. Hooker
- 1985: Mord ist ihr Hobby (Murder, She Wrote)
- 1992: Rauchende Colts: Faustrecht des Westens (Gunsmoke: To the Last Man)

Film
- 1970: …tick… tick… tick… (Tick Tick Tick)
- 1973: Papillon
- 1974: Der Mitternachtsman (The Midnight Man)
- 1976: Der Goldschatz von Matecumbe (Treasure of Matecumbe)
- 1978: Viel Rauch um nichts (Up in Smoke)
- 1983: Cujo
- 1988: Bulletproof – Der Tiger II (Bulletproof)